# Warnsveld
Warnsveld è una località dei Paesi Bassi situata nel comune di Zutphen, nella provincia della Gheldria.